# Conde

Corona de conde.

Corona española de descendiente de conde.

Conde (antiguamente, cómites o comes) es un título nobiliario, con cuya concesión los monarcas muestran su gratitud a ciertas personas. Este reconocimiento —surgido en Europa y extendido a otras partes del mundo durante algunas épocas— suele llevar parejo un determinado tratamiento asociado al mismo pero actualmente no concede ningún tipo de privilegio, como antaño, cuando recibían tierras o exenciones de impuestos, entre otras gracias. Su variante femenina es condesa y su señorío se denominaba condado. Se le considera de rango inmediatamente inferior al título de marqués.
Su origen está en los comites («acompañantes del emperador») del Bajo Imperio romano.
Actualmente el término county («condado» en inglés) se utiliza como demarcación administrativa en algunos países angloparlantes, tales como Estados Unidos, Reino Unido, Canadá o Australia. En este sentido equivale a la provincia española. 
Actualmente existen en España unos 1000 títulos nobiliarios con la denominación de condados.
El cónyuge de quien ostenta el título también es conocido como conde o condesa.

## Historia
Conde viene de la palabra latina comes que significa compañero. Entre los romanosse usó este título para designar a los que estaban al lado del emperador y le acompañaban en sus viajes. Algunos pretenden que era ya conocido en tiempo de la república, otorgándose a los tribunos, prefectos, a otros que acompañaban a los procónsules y demás oficiales superiores en las provincias de sus departamentos. Mas no se consideró como dignidad hasta el imperio de Constantino, quien nombró condes para el servicio de tierra y de mar, para los asuntos de paz y guerra y para los de religión, entre otros. [cita requerida]
En España existieron los títulos de condes en tiempo de los godos y en los primeros siglos de la monarquía legionense fueron títulos de oficio y no de honor como actualmente. Había condes palatinos y condes de provincias. [cita requerida]
- Los condes palatinos ponían el cuidado y manejo de los oficios que había en la corte y de los concernientes a la servidumbre del rey en su palacio: [cita requerida]
  - conde cubiculario era el camarero mayor
  - conde de la pincerna el Mayordomo Mayor
  - conde de la copa el que tenía a su cargo la despensa, mesa real y lo anejo a ella.
  - fuera de palacio se conocían otros, como el conde de los notarios, o chanciller mayor, y el conde de los patrimonios, o tesorero general de rentas reales.
- Los condes de provincias solían reunir la jurisdicción civil, política y militar de los distritos cuyo gobierno se les confiaba y que tomaban el nombre de condados; pero estos empleos no fueron vitalicios ni hereditarios, sino temporales y al arbitrio del monarca y aún había en ellos graduación y alternativa, y como cierta escala para pasar de unos a otros, según los servicios y méritos de estos magistrados o gobernadores.

Para elegir o trasladar a los condes consultaban los reyes no solamente el mérito personal, sino también el de sus antepasados, premiándolo en sus hijos si eran capaces de desempeñar tan grave y delicado encargo. El rey Alfonso el Sabio fue el primero que otorgó títulos perpetuos de condes con tierras cuando nombró a sus primos Luis y Juan condes de Belmonte. En 1293 confirmó Sancho IV de Castilla el señorío de Santa Eufemia con título de condado. Alfonso XI dio en 1328 título de conde de Trastámara, Lemos y Sarria a Álvar Núñez Osorio, su privado, y desde aquel tiempo se fue introduciendo la costumbre de dar títulos de condes con el señorío de tierras y jurisdicción civil y criminal sobre los vasallos. A partir del «siglo XIX», este título es simplemente honorífico. [cita requerida]
El tratamiento que reciben los poseedores de este título nobiliario es el de Ilustrísimo si dicho título no posee la Grandeza de España en cuyo caso sería Excelentísimo. [cita requerida]
En Francia era costumbre que los títulos pertenecieran a las tierras y al cambiar de dueño estas también lo hacía el título. Esta costumbre se recoge en la novela El conde de Montecristo, de Alejandro Dumas, cuando el hijo de Danglars discute con su amigo si Edmundo Dantés podía utilizar el título de conde cuando no poseía la villa de Montecristo.

## En la cultura popular
Los personajes del conde y condesa se han utilizado en numerosas ocasiones como personajes de novelas, películas y otras obras:
- Bram Stoker familiarizó este título con su personaje del Conde Drácula.
- En la serie de novelas sobre Los tres mosqueteros de Alexandre Dumas, Athos es el seudónimo del Conde de La Fère. Pero Edmundo Dantes puede que sea el personaje de Dumas más conocido por su título: El conde de Montecristo.
- En las historietas sobre El guerrero del antifaz de Manuel Gago García Adolfo de Moncada y su mujer, Ana María, son los respectivos condes de Roca y de Torres.
- La heroína de videojuegos y de la película Lara Croft es la Condesa de Abingdon.
- En la saga de Star Wars, George Lucas resaltó el título en uno de sus antagonistas, el  "Conde Dooku".
- En serie japonesa Kuroshitsuji aparece El Conde Ciel Phantomhive
- En la telenovela Floricienta el actor Fabio Di Tomaso es el "Conde de Kricoragan".
- En Rubí (telenovela de Televisa), Manuel Landeta era "El Conde de Aragón".